# Souleymane Karamoko
Souleymane Karamoko (Abidjan, 28 ottobre 1996) è un giocatore di football americano ivoriano con cittadinanza francese che gioca come defensive back per gli Winnipeg Blue Bombers.

## Palmarès
- 1 World Games (2017)
- 1 Europeo (2018)